# Hernesto Caballero
Hernesto Ezequiel Caballero Benítez (San Juan Bautista, Departamento de Misiones, 9 de abril de 1991) es un futbolista paraguayo que juega como mediocampista en Libertad de la Primera División de Paraguay. Es internacional con la selección de fútbol de Paraguay.

## Clubes
| Club                     | País     | Año       |
| ------------------------ | -------- | --------- |
| Club Fernando de la Mora | Paraguay | 2010-2015 |
| General Caballero        | Paraguay | 2015-2016 |
| Club General Díaz        | Paraguay | 2017      |
| Club Olimpia             | Paraguay | 2017-2020 |
| River Plate              | Paraguay | 2021      |
| Club Libertad            | Paraguay | 2022-act. |

## Selección nacional
Debutó en la selección el 16 de noviembre de 2023, y fue convocado para participar en la Copa América 2024.

### Participaciones en Copa América
| Copa              | Sede           | Resultado      | Partidos | Goles |
| ----------------- | -------------- | -------------- | -------- | ----- |
| Copa América 2024 | Estados Unidos | Fase de grupos | 2        | 0     |

## Estadísticas
Actualizado el 31 de agosto de 2019.
| Club                       | Temporada     | Liga  | Liga  | Liga  | Copas nacionales(1) | Copas nacionales(1) | Copas nacionales(1) | Torneos internacionales | Torneos internacionales | Torneos internacionales | Total | Total | Total |
| Club                       | Temporada     | Part. | Goles | Asis. | Part.               | Goles               | Asis.               | Part.                   | Goles                   | Asis.                   | Part. | Goles | Asis. |
| -------------------------- | ------------- | ----- | ----- | ----- | ------------------- | ------------------- | ------------------- | ----------------------- | ----------------------- | ----------------------- | ----- | ----- | ----- |
| General Caballero Paraguay | 2016          | 37    | 5     | 2     | -                   | -                   | -                   | -                       | -                       | -                       | 37    | 5     | 2     |
| General Caballero Paraguay | Total club    | 37    | 5     | 2     | -                   | -                   | -                   | -                       | -                       | -                       | 37    | 5     | 2     |
| General Díaz Paraguay      | 2017          | 16    | 1     | 0     | -                   | -                   | -                   | -                       | -                       | -                       | 16    | 1     | 0     |
| General Díaz Paraguay      | Total club    | 16    | 1     | 0     | -                   | -                   | -                   | -                       | -                       | -                       | 16    | 1     | 0     |
| Olimpia Paraguay           | 2017          | 4     | 0     | 0     | -                   | -                   | -                   | 1                       | 0                       | 0                       | 5     | 0     | 0     |
| Olimpia Paraguay           | 2018          | 12    | 0     | 0     | 5                   | 0                   | 1                   | 0                       | 0                       | 0                       | 17    | 0     | 1     |
| Olimpia Paraguay           | 2019          | 12    | 1     | 1     | 0                   | 0                   | 0                   | 2                       | 0                       | 0                       | 14    | 1     | 1     |
| Olimpia Paraguay           | Total club    | 28    | 1     | 1     | 5                   | 0                   | 1                   | 3                       | 0                       | 0                       | 36    | 1     | 2     |
| Total carrera              | Total carrera | 81    | 7     | 3     | 5                   | 0                   | 1                   | 3                       | 0                       | 0                       | 89    | 7     | 4     |

## Palmarés

### Títulos nacionales
| Título             | Club     | País     | Año    |
| ------------------ | -------- | -------- | ------ |
| Primera División   | Olimpia  | Paraguay | 2018-A |
| Primera División   | Olimpia  | Paraguay | 2018-C |
| Primera División   | Olimpia  | Paraguay | 2019-A |
| Primera División   | Olimpia  | Paraguay | 2019-C |
| Primera División   | Libertad | Paraguay | 2022-A |
| Primera División   | Libertad | Paraguay | 2023-A |
| Primera División   | Libertad | Paraguay | 2023-C |
| Copa Paraguay      | Libertad | Paraguay | 2023   |
| Supercopa Paraguay | Libertad | Paraguay | 2023   |
| Primera División   | Libertad | Paraguay | 2024-A |